# Apertochrysa eremita
Apertochrysa eremita är en insektsart som först beskrevs av Douglas E. Kimmins 1955.  Apertochrysa eremita ingår i släktet Apertochrysa och familjen guldögonsländor. Inga underarter finns listade i Catalogue of Life.